# Давиташвили, Мария Шалвовна
Мария (Мэри, Мариам) Шалвовна Давиташвили (груз. მერი (მარიამ) შალვას ასული დავითაშვილი); 13 марта 1924, Тбилиси — 17 февраля 2014) — грузинский и советский композитор, музыкальный педагог. Заслуженный деятель искусств Грузинской ССР (1960). Народный артист Грузинской ССР (1976). Лауреат Государственной премии Грузинской ССР им. Шота Руставели (1981).

## Биография
В 1946 году окончила Тбилисскую государственную консерваторию по классу композиции А. М. Баланчивадзе.
В 1968—1992 годах была членом Союза композиторов Грузии. Секретарь и член Ревизионной комиссии Союза композиторов СССР. Под её руководством регулярно проводились детские музыкальные недели.
С 1973 года — преподаватель Тбилисской консерватории.

## Творчество
Автор балета «Самгори» («Свадьба солнца») о героическом труде народа, преобразующего природу (1956, Грузинский театр оперы и балета имени Палиашвили), «Дафнис и Хлоя». М. Давиташвили принадлежит также музыка к спектаклям «Забавный случай» Гольдони (1955, Горийский театр), «Не называя фамилий» Минко (1954, Кутаисский театр), «Майя из Цхнети» Канделаки (1956, там же) и другие.
Автор музыкальных сочинений для оркестра — сюиты «Свадьба солнца» (1953) и «Пионерская» (1954); для фортепиано с оркестром — фантазия и концерт (1956); камерно-инструментальные ансамбли; для голоса с фортепиано — романсы, песни (цикл на слова А. Каландадзе, 1964; Песни о Родине, 1965), детские песни (циклы Доброе утро и Песни игрушек на стихи А. П. Каландадзе, 1951, песни — «Маленький поезд», «Тбилисское утро», «Песня Мананы»); музыка для драматического театра и кино.
Плодотворно работала в области детской музыки. Автор двух детских опер — «Каяна» (1965, постановка 1966) и «Нацаркекия» (1972), многих детских песен, музыки к детским художественным фильмам и мультфильмам («Манана», «Вражда», «Мастер-победитель», «Свадьба медуз», «Цуна и Цруцуна», «Блоха и муравей», «Свадьба соек», «Сатагури» и др.), 2 оркестровые сюиты к балету «Солнечная свадьба» (1954), симфонические, камерные и хоровые произведения, музыка для драматических спектаклей, пять романсов А. П. Каландадзе.

## Награды
- Орден Чести (1997).
- Заслуженный деятель искусств Грузинской ССР (1960).
- Народный артист Грузинской ССР (1976).
- Государственная премия Грузинской ССР имени Шота Руставели (1981).